# Мансурово (Первомайський район)
Мансу́рово (рос. Мансурово) — село у складі Первомайського району Оренбурзької області, Росія.

## Населення
Населення — 412 осіб (2010; 490 у 2002).
Національний склад (станом на 2002 рік):
- росіяни — 49 %
- казахи — 36 %